# Ludwig Friedrich Otto Baumgarten-Crusius

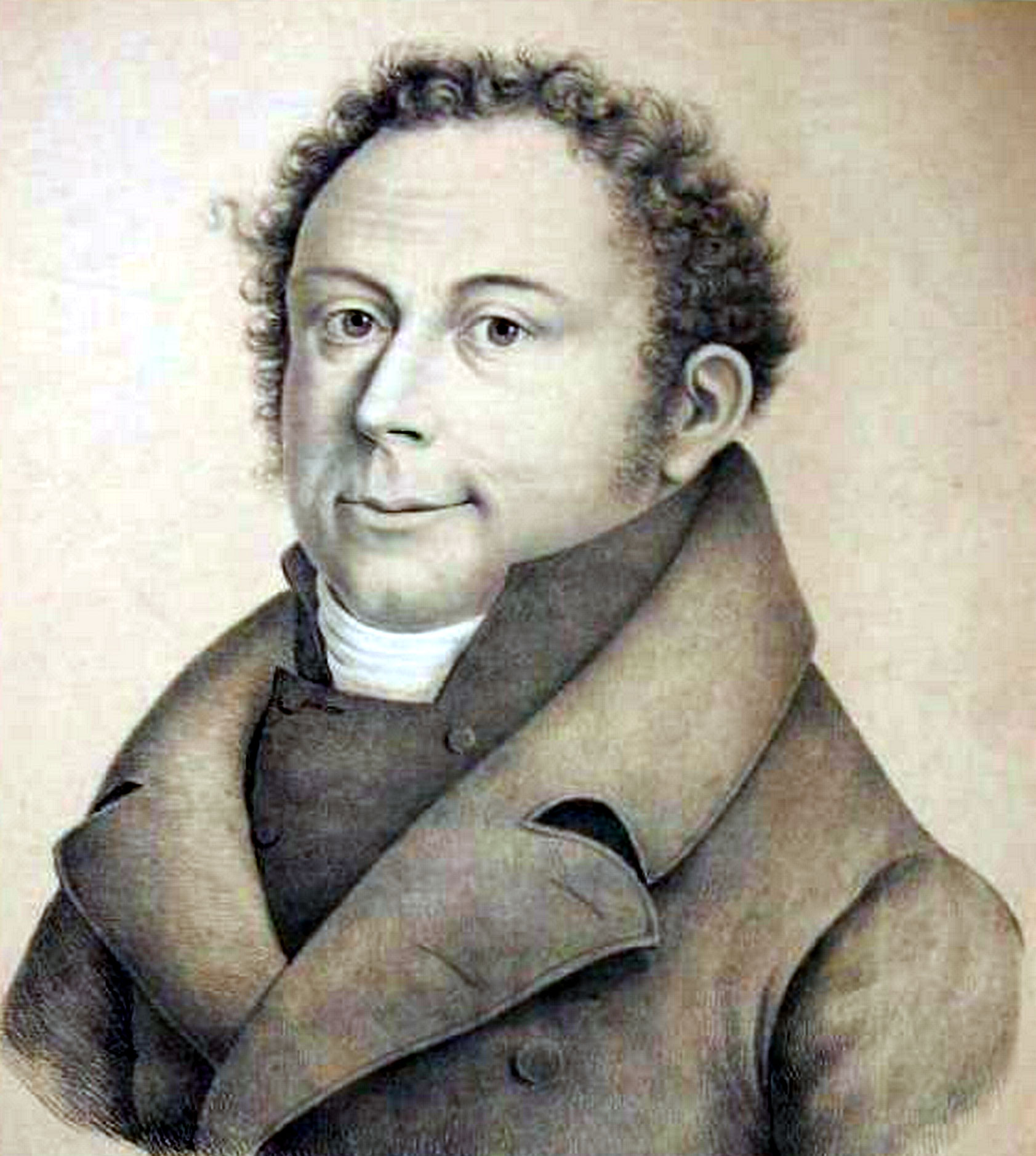
Ludwig Friedrich Otto Baumgarten-Crusius

Ludwig Friedrich Otto Baumgarten-Crusius (* 31. Juli 1788 in Merseburg; † 31. Mai 1843 in Jena) war ein deutscher evangelischer Theologe.

## Leben
Baumgarten-Crusius stammte aus einer evangelischen Pfarrerfamilie. Er wurde als Sohn des Superintendenten Gottlob August Baumgarten-Crusius (* 1. April 1742 in Penig; † 15. Dezember 1816 in Merseburg) und dessen Frau Charlotte Sophia Löwe († 7. März 1811 in Merseburg) geboren. Mit sechs Jahren hatte er bereits Hauslehrer erhalten, bezog 1799 die Domschule in Merseburg und 1801 die kurfürstlich sächsische Landesschule in Grimma, wo der Rektor der Einrichtung Friedrich Wilhelm Sturz nachhaltigen Einfluss auf den Heranwachsenden  ausübte. Am 29. März 1805 immatrikulierte er sich an der Universität Leipzig, wo er sich anfänglich philosophischen und philologischen Studien widmete. Durch seinen Bruder Karl Wilhelm Baumgarten-Crusius (* 24. Januar 1786 in Dresden; † 12. Mai 1845 in Meißen) animiert, beschäftigte er sich mit theologischen Themen. Seine Lehrer wurden vor allem Johann August Wolf (* 5. Dezember 1750 in Nauenhof; † 24. Februar 1809 in Leipzig), Christian Daniel Beck, Karl August Gottlieb Keil und Christian Friedrich Illgen (* 16. September 1786 in Chemnitz; † 4. Dezember 1844 in Leipzig).
Am 3. März 1808 erwarb er sich das philosophische Doktordiplom und absolvierte am 10. Oktober 1808 sein theologisches Examen in Dresden. Am 13. September 1809 habilitierte er sich in Leipzig mit der Verteidigung der Arbeit de Phiebo Platonico als Privatdozent in der philosophischen Fakultät. 1810 wurde er Bakkalaurus der Theologie, erhielt damit das Recht theologische Vorlesungen zu halten und wurde Frühprediger an der Universitätskirche in Leipzig. Nachdem er auf sich aufmerksam gemacht hatte, erhielt er am 11. September 1812 eine Berufung als außerordentlicher Professor der Theologie an die Universität Jena. 1817 wurde er 1817 ordentlicher Honorarprofessor, erhielt im selben Jahr die Ehrendoktorwürde der Theologie und übernahm 1824 die ordentliche vierte Professur an der theologischen Fakultät. Nach Johann Philipp Gablers Tod rückte er 1826 in die dritte Professur, nach dem Tod von Heinrich August Schott (* 5. Dezember 1780 in Leipzig; † 29. Dezember 1835 in Jena) in die zweite Professur und nachdem Johann Traugott Leberecht Danz emeritiert worden war in die erste Professur.
Er wurde 1828 geheimer Kirchenrat von Sachsen-Altenburg, war 1834 Ritter des weißen Falkenordens und 1837 wurde er Träger des herzoglich Sachsen-Ernestinischen Hausordens. Zudem war er seit 1836 Direktor des theologischen Seminars und machte sich um die Erforschung der Dogmengeschichte verdient. Auch beteiligte er sich an den organisatorischen Aufgaben der Hochschule und war in den Wintersemestern 1826, 1832 und 1841 Rektor der Alma Mater. Am 31. Mai 1843 hatte er noch Vorlesungen gehalten und starb abends an einem Herzinfarkt.
1817 verheiratete sich Baumgarten-Crusius mit Friederike Wilhelmine Ersch (1796–1849), der einzigen Tochter des Hallenser Professors Johann Samuel Ersch. Aus der Ehe überlebte ihn nur eine Tochter.

## Werke (Auswahl)
- De Philebo Platonico. Leipzig 1809 (Online)
- Recitatio de studiis philologicis in Beckii actis seminarii regii et societatis philologicae Lipsiensis. Vol. I. Leipzig 1811
- De homine Dei sibi concio. Jena 1812
- Das Menschenleben und die Religion. Jena 1816 (Online)
- XCV theses contra superstitionem et prosanitatem. Jena 1817
- Einleitung in die Stud. d. Dogmatik. Leipzig 1820 (Online)
- De vero scholasticorum nominalium et realium discrimine et sententia theologica. Jena 1821
- De Dionysio Areopagita. Jena 1823 (Online)
- Spicilegium observationum in evangelium Joanneum e Nonni metaphrasi. Jena 1824 (Online)
- De theologia Scoti. Jena 1826 (Online)
- Sacra pentecostes a MDCCCXXVI pie celebranda indicit academia Ienensis, de philosophiae Hegelianae usu in re theologica. Jena 1826 (Online)
- Lehrbuch der christlichen Sittenlehre. Leipzig 1826 (Online)
- Ueber wissenschaftliche Freiheit an sich und in Beziehung auf die deutschen Universitäten. Rede b. Antritt des Prorektorates am 5. August 1826 gehalten. Jena 1826 (Online)
- De philosophiae Hegelianae usu in re theologica. Jena 1826 (Online)
- De notionibus mediati et immediati in diciplina theologica. Jena 1827 (Online)
- De librorum Hermeticorum orgine atque indole. Jena 1827 (Online)
- Deloco epist. ad Hebr. VI. 1. 2. Jena 1827
- Grundzüge der biblischen Theologie. Jena 1828 (Online)
- De orgine epistolae ad Hebraeos conjecturae. Jena 1829 (Online)
- Ueber Gewissensfreiheit, Lehrfreiheit und über den Rationalismus und seine Gegner. Eine Stimme aus der evangelischen Kirche in Beziehung auf Aeußerungen der Berliner Kirchenzeitung. Berlin 1830 (Online)
- Grundriss der evangelisch-kirchlichen Dogmatik. Jena 1830 (Online)
- Lehrb. d. christl. Dogmengeschichte. Jena 1832 2. Bde. (1. Bd. Online; 2. Bd. Online)
- Betrachtung über einige Schriften v. F. R. de la Mennais. Jena 1834 (Online)
- Ueber Dr. Friedrich Schleiermacher, seine Denkart und sein Verdienst. Jena 1834 (Online)
- Opuscula theologica, pleraque nondum edita. Jena 1836
- Kompendium der christlichen Dogmengeschichte. 1. Bd., Leipzig 1840 (Online); 2. Bd. Leipzig 1846 (Online, herausgegeben von Karl von Hase)
- Festrede b. d. akadem. Sekularfeier v. d. Erfindung der Buchdruckerkunst zu Jena am 24. Juni 1840 gehalten. Jena 1840 (Online)
- Theologische Auslegung der Johanneischen Schriften. 1. Bd. Jena 1843 (Online), Jena 1845 (2. Bd. Online)
- Kommentar über den Brief Pauli an die Römer von L. F. O. B-Cr. Aus dessen handschriftlichen Nachlasse und nachgeschriebenen Vorlesungen. Jena 1844 (herausgegeben von Ernst Julius Kimmel, Online)
- Exegetische Schriften zum Neuen Testament. Jena 1844 (1. Bd., 1. Teil, Online); Jena 1845 (1. Bd., 2. Teil, Online); Jena 1844 (2. Bd., 1. Teil, Online); Jena 1845 (2. Bd., 2. Teil, Online); Jena 1847 (3. Bd., 1. Teil, Online); Jena 1848 (3. Bd., 2. Teil, Online)

Gab heraus:
- Novum Test. graece nova versione latina illustratum etc. auctore Henr. Aug. Schott. Leipzig 1839